# Vladimir Chokhine
Pour les articles homonymes, voir Chokhine.
Vladimir Kirillovitch Chokhine, né le 3 mai 1951 à Moscou, est  docteur en philosophie de l'université de Moscou, spécialiste d'histoire de la philosophie et directeur de la chaire d'histoire et de théorie de la culture mondiale à la faculté de philosophie de l'université de Moscou. Il est spécialiste de sanscrit et de la culture indienne.

## Carrière
Vladimir Chokhine termine la faculté de philosophie de l'université de Moscou (MGuéOu) en 1974.  Il collabore de 1974 à 1986 à l'académie des sciences d'URSS dans le domaine des études orientales. Il enseigne à partir de 1986 à l'institut de philosophie (RAN) et, à partir de 2003, est adjoint à la chaire de métaphysique et de théologie comparée à la faculté de philosophie de l'université de Moscou. En 2005, il est nommé adjoint du secteur de la philosophie des religions. Sa thèse de doctorat porte sur Le Processus historico-philosophique en Inde: la période du début (1991).
En comparaison avec l'indologie antérieure, Chokhine livre dans ses travaux une nouvelle périodisation de l'histoire de la philosophie indienne qu'il fonde sur le développement des méthodes de la réflexion théorique et du principe institutionnel de l'« Histoire enseignante ». Il rédige une histoire actuelle de ses débuts à partir de textes sanscrits de première source qu'il soumet à la dialectique et à l'analyse. Le premier noyau de dialogue et de polémique dans le discours de la philosophie indienne (qu'il fait remonter non pas aux Upanishads gnostiques, mais aux anciennes discussions rituelles païennes), s'est réalisé postérieurement dans des commentaires classiques de la littérature indienne.

## Quelques œuvres
- (ru) L'Inde ancienne dans la culture de la Russie ancienne du XIe siècle au milieu du XVe siècle, Naouka (Science), Moscou, 1988, 335 pages
- (ru) La Philosophie brahmanique: périodes du début et du haut classique, Vostotchnaïa Literatoura (Littérature orientale), Moscou, 1994, 354 pages
- (ru) La Lumière lunaire du sâmkhya: Ishvarakrishna, Gaudapada, Vatchaspati, Mishra, Ladomir, Moscou, 1995, 325 pages
- (ru) Les soutras de la philosophie du sâmkhya, Ladomir, Moscou, 1997, 363 pages
- (ru) Les Premiers philosophes d'Inde, manuel pour universitaires et étudiants, Ladomir, Moscou, 1997, 301 pages
- (ru) F. Chtcherbatskoï et sa philosophie comparative, Ifran, Moscou, 1998, 248 pages
- (ru) Le soutra Niaia. Niaia-bkhashia. Étude philosophico-historique, traduction du sanscrit et commentaires, Vostotchnaïa Literatoura, Moscou, 2001, 504 pages
- (ru) Théologie. Conduite vers une discipline religieuse, manuel méthodique, Ifran, Moscou, 2002, 122 pages
- (ru) Les écoles de la philosophie indienne. Période de formation (IVe siècle avant J.-C. - IIe siècle après J.-C.), Vostotchnaïa Literatoura, Moscou, 2004, 413 pages
- (ru) Stratifications de la réalité dans l'ontologie des védas advaïtes, Ifran, Moscou, 2004, 289 pages
- (ru) Philosophie de la valeur et pensée axiologique primitive, ROuDN, Moscou, 2006, 455 pages
- (ru) Philosophie indienne: la période shramane (un millénaire avant J.-C.), manuel d'enseignement, éditions de l'université de Saint-Pétersbourg, Saint-Pétersbourg, 2007, 421 pages
- (ru) Introduction à la philosophie des religions, Alpha, Moscou, 2010, 287 pages